# Internering (oorlog)
Internering is het opsluiten van mensen, meestal in grote groepen, zonder aanklacht of intentie tot tenlastelegging. De term wordt vooral gebruikt voor de opsluiting van vijandige of andersdenkende burgers in oorlogstijd of van terrorismeverdachten. Hoewel de term ook gebruikt wordt voor gevangenisstraf, verwijst het meestal naar preventieve opsluiting in plaats van opsluiting na een veroordeling voor een misdrijf. Het gebruik en interpretatie van de term is onderwerp van discussie en politieke gevoeligheden. 
In oorlogstijd wordt internering vaak toegepast in twee situaties:
- Tussen twee oorlogvoerende landen: Krijgsgevangen militairen worden opgesloten in een krijgsgevangenenkamp. Burgers worden geïnterneerd en komen terecht in een interneringskamp. Voorbeeld: het interneringskamp Vught gedurende de Tweede Wereldoorlog.[2]
- Tussen een neutraal en een oorlogvoerend land. Militairen uit het oorlogvoerende land worden in het neutrale land geïnterneerd, overeenkomstig de Tweede Vredesconferentie van Den Haag in 1907. Voorbeeld: de internering van Belgische militairen in Nederland ten tijde van de Eerste Wereldoorlog.